# Naddamúli
Naddamúli är en kulle i republiken Island. Den ligger i regionen Norðurland eystra, 400 km nordost om huvudstaden Reykjavík. Toppen på Naddamúli är 156 meter över havet, eller 103 meter över den omgivande terrängen. Bredden vid basen är 2,4 km.
Det finns inga samhällen i närheten.